# Grubberg (Pass)
Der Pass über den Grubberg ist eine 746 m ü. A. hohe Passhöhe der Ybbstaler Alpen in Niederösterreich.  
Die darüber führende Bundesstraße wurde erst nach dem Zweiten Weltkrieg ausgebaut, davor verlief die Erlauftal Straße über den nahen Bodingsattel. Kurz vor der Passhöhe zweigt die Zellerain Straße B 71 ab und führt über das Tal der Ois (Oberlauf der Ybbs) in Richtung dem Zellerain (bzw. weiter nach Mariazell). 
Der Name leitet sich vom 890 m hohen Grubberg (Ybbstaler Alpen) und der Siedlung Grubberg (Gemeinde Gaming) her, der Pass selbst trägt keinen Eigennamen.